# Julien Beltoise
Julien Beltoise (ur. 18 marca 1974 w Neuilly-sur-Seine) – francuski kierowca wyścigowy.

## Kariera
Beltoise rozpoczął karierę w międzynarodowych wyścigach samochodowych w 1994 roku od startów w Francuskiej Formule Renault Campus. Z dorobkiem 153 punktów został sklasyfikowany na dziesiątej pozycji w końcowej klasyfikacji kierowców. W późniejszych latach Francuz pojawiał się także w stawce Francuskiej Formuły Renault, Europejskiego Pucharu Formuły Renault, Europejskiego Pucharu Formuły 3, Formuły 3 Korea Super Prix, Francuskiej Formuły 3, Brytyjskiej Formuły 3, Masters of Formula 3, Peugeot 206 RCC Cup France, Coupe Peugeot 206 RCC oraz THP Spider Cup.